# Розалі Крейг
Розалі Мей Крейг (англ. Rosalie Mae Craig) — англійська акторка, відома своїми виступами в музичному театрі. У 2013 році вона отримала свою першу велику нагороду, премію London Evening Standard Award за найкращу гру в мюзиклі . Профіль The Guardian у листопаді 2014 року прокоментував, що «акторка Розалі Крейг є живим доказом того, що зірками не народжуються, а стають — завдяки поєднанню таланту, наполегливої праці, цілеспрямованості та вміння спілкуватися з аудиторією. У неї всього вдосталь»

## Життя і кар'єра
Крейг виросла в Ноттінгемі і здобула ступінь бакалавра акторської музики в коледжі Роуз Бруфорд, який закінчила в 2001 році . Після закінчення навчання вона приєдналася до Королівської Шекспірівської трупи та дебютувала на професійній сцені в адаптації Едріана Мітчелла " Аліса у Дивокраї ".
У 2007 році вона зіграла свою першу головну роль у постановці Вест-Енду, зігравши персонажа Арвен у музичній сценічній адаптації «Володаря перснів» .
Відтоді її видатні ролі в театрі включали головну героїню у фільмі Торі Еймос " Світла принцеса " в Національному театрі в 2013 році, за яку вона була номінована на премію Лоуренса Олів'є, а також отримала нагороду «Івнінг Стандарт». Вона також зіграла головні ролі в «Місто ангелів» (Donmar Warehouse), "У пошуках Неверленду " (Leicester Curve) і " Регтайм " (Regent's Park Open Air Theatre).
Її телевізійна робота включає появу в Spooks, Miranda, Індевор, Lovesick, Midsomer Murders, Truth Seekers і Ферзевий гамбіт
У вересні 2018 року Розалі почала виступати разом із Патті ЛуПоне у відновленні музичної компанії Стівена Сондхайма . Вона зіграла головну роль «Боббі», яку вперше переосмислили як жінку.
У 2021 році Крейг зіграв коротку роль шамана-китоавра у фільмі Netflix Centaurworld, який вийшов 30 липня 2021 року.
Вона одружена з актором Гедлі Фрейзером . 1 листопада 2016 року Розалі народила першу дитину пари, назвавши її Елві.

## Нагороди та номінації
| Рік  | Нагорода                           | Категорія                                               | Робота                | Результат | посилання |
| ---- | ---------------------------------- | ------------------------------------------------------- | --------------------- | --------- | --------- |
| 2013 | Театральна премія Evening Standard | Найкраще музичне виконання                              | Світла принцеса       | Перемога  | [ 2 ]     |
| 2014 | Премія Лоуренса Олів'є             | Найкраща жіноча роль у мюзиклі                          | Світла принцеса       | Номінація | [ 12 ]    |
| 2014 | Премія WhatsOnStage                | Найкраща жіноча роль у мюзиклі                          | Світла принцеса       | Номінація | [ 13 ]    |
| 2014 | Премія BroadwayWorld UK            | Найкраща головна жіноча роль у новій постановці мюзиклу | Світла принцеса       | Номінація | [ 14 ]    |
| 2015 | Театральна премія Evening Standard | Найкраще музичне виконання                              | Місто Ангелів         | Номінація | [ 15 ]    |
| 2016 | Премія WhatsOnStage                | Найкраща жіноча роль у виставі                          | Як вам це подобається | Номінація | [ 16 ]    |
| 2018 | Театральна премія Evening Standard | Найкраще музичне виконання                              | Компанія              | Перемога  | [ 17 ]    |
| 2019 | Премія Лоуренса Олів'є             | Найкраща жіноча роль у мюзиклі                          | Компанія              | Номінація | [ 18 ]    |
| 2019 | Премія WhatsOnStage                | Найкраща жіноча роль у мюзиклі                          | Компанія              | Номінація | [ 19 ]    |